# Бирр (Швейцария)
Бирр (нем. Birr) — коммуна в Швейцарии, в кантоне Аргау.
Входит в состав округа Бругг. Население составляет 4598 человек (на 31 декабря 2020 года). Официальный код — 4092.